# Война Альто-Сенепа
Война Альто-Сенепа (26 января — 28 февраля 1995 года) — скоротечный локальный конфликт между Эквадором и Перу за контроль над спорным районом на границе двух стран. После войны 1941 года стороны подписали пограничный договор, но в 1960 году Эквадор объявил его недействительным. Последовал конфликт 1981 года, который, несмотря на военную победу Перу, не разрешил спора. В 1995 году он вновь перерос в вооружённый конфликт. По итогам войны Альто-Сенепа обе стороны объявили себя победителями, но Аргентина, Бразилия, Чили и США, выступившие посредниками, способствовали началу переговоров, завершивших в 1998 году самый длительный территориальный конфликт Западного полушария.

## Накануне войны

### Путь к войне
Большая часть боевых действий протекала вокруг постов в бассейне реки Сенепа. Эта полоса земли длиной 78 км оставалась спорной с 1948 года, когда был заморожен процесс демаркации границы. Обе стороны утверждали, что сражаются на своей территории. Как и война Пакиша, вооружённый конфликт начался с обвинений обеих сторон в инфильтрации войск противника на их территорию и установке постов. В июле 1991 года произошёл «пачакутекский инцидент»: напряжённость в районе границы резко возросла из-за перуанского поста «Пачакутек». Хотя этот форпост находился в 60 км севернее спорной зоны Кордильера-дель-Кондор, тот участок границы также был спорным. В ходе инцидента Эквадор основал свой пост Этца прямо напротив «Пачакутека», и обе стороны заявляли, что и тот, и другой посты находятся на их территории. Хотя кризис завершился заключением джентльменского соглашения, обвинения в нарушении прежних договорённостей продолжали звучать. Изредка на границе звучали выстрелы, особенно в январе, в годовщину подписания протокола Рио. Внезапно в конце 1994 г. ситуация резко обострилась.

### Пролог (декабрь 1994)
Согласно перуанским источникам, в ноябре 1994 года перуанский патруль, продвигавшийся к истокам р. Сенепа, был перехвачен эквадорским патрулём. Перуанцы были под конвоем доставлены на форпост «База Сур», где им были предоставлены припасы для дальнейшего движения, и они были отпущены. Однако, вскоре перуанцы осознали, что «База Сур» находится на их территории. Последовала встреча командующих батальонами от каждой из сторон, которая произошла на «Базе Сур» (по перуанским источникам, 20 декабря, а по эквадорским — 12 декабря). Встреча офицеров превратилась в изложение перуанской стороной ультиматума, который Эквадор не собирался выполнять. Обе стороны начали перебрасывать в зону конфликта подкрепления. Во второй половине декабря стороны перебрасывали подкрепления, создавали новые минные поля, готовили тыловые базы и усиливали патрулирование.

### Мобилизация
В конце декабря Эквадор резко усилил военное присутствие, перебросив ряд подразделений, включая спецназ и РСЗО БМ-21 на высоты над долиной Сенепы. Эквадорская группировка развернула систему ПВО, включая подразделения с ПЗРК «Игла» и британскими Блоупайп. Эквадорские ВВС были приведены в состояние боеготовности и задействовали аэродромы вблизи зоны конфликта.
Перуанцы столкнулись с многими сложностями, главной из которых было отсутствие дорог, ведущих к спорной территории. Пришлось перебрасывать войска и технику по воздуху. Причём, в несколько этапов (из Лимы на авиабазу Багуа, а оттуда — на базу «Сиро Алегрия» военно-транспортными самолётами, откуда вертолётами Ми-8 и Ми-17 на передовые посты), во время ливней.
К третьей неделе января 1995 года обе стороны стянули в зону конфликта 5000 своих солдат. Между тем, в ночь с 8 на 9 января 1995 г. эквадорцы пленили перуанский патруль в составе 4 солдат в районе «Базы Сур». Вскоре пленные были возвращены Перу. 11 января произошла перестрелка в районе эквадорской позиции «Y». К третьей неделе января руководство Перу посчитало, что собрано достаточно войск для успешной операции по очистке своей территории от эквадорских солдат.

## Боевые действия
21 января 1995 года началось перуанское наступление. Вертолёты совершали первые разведывательные полёты и высадили десанты позади передовых эквадорских позиций. 22 января эквадорцы обнаружили в своём тылу 20 перуанских солдат, строящих вертолётную площадку. В ответ командующий эквадорской армией, не ставя в известность ни президента, ни Национальный Совет Безопасности, принял решение провести рейд спецназа на перуанские позиции. Отсутствие ответа с перуанской стороны было воспринято как знак подготовки военной операции. 23 января эквадорский командующий предупредил своего перуанского коллегу, что со следующего дня все пролетающие над эквадорскими позициями перуанские вертолёты будут сбиваться. В тот же день спецназ вышел в рейд. 24 января Эквадор завершил подготовку своих ВВС к войне. 26 января, после трёх дней перехода через джунгли, эквадорский спецназ атаковал и захватил перуанскую вертолётную площадку севернее эквадорских передовых позиций, получившую впоследствии имя «База Норте». С этого началась полномасштабная война.
27 января Эквадор и Перу начали всеобщую мобилизацию. За время войны было мобилизовано 140 тыс. человек с обеих сторон. С 27 января войска начали развёртываться вдоль границы в зоне побережья Тихого океана. 28 января в 07:45 перуанские войска пошли в первое наземное наступление на эквадорские позиции в долине р. Сенепа. В 11:05 атака повторилась при поддержке вертолётов. Один из перуанских вертолётов был сбит. В 12:05 над зоной конфликта появились перуанские бомбардировщики, но они ретировались без нанесения ударов из-за того, что в воздухе в это время находились эквадорские перехватчики. С 29 января перуанские войска начали массированные атаки на эквадорские позиции одновременно с разных направлений. Завязались бои за форпосты. Появились первые официально подтверждённые жертвы конфликта. 31 января обе стороны отвергли международные усилия по прекращению огня. 1 февраля перуанские ВВС начали наносить бомбовые удары. В дальнейшем самолёты-перехватчики ВВС Эквадора уничтожили несколько перуанских штурмовиков.
10 февраля состоялся самый массивный воздушный бой этой войны и всей военной истории Южной Америки — со стороны Перу выступали два бомбардировщика Су-22 и два лёгких штурмовика A-37B Dragonfly, со стороны Эквадора два истребителя Mirage F.1JA и два истребителя Kfir C.2. Оба Су-22 были сбиты ракетами «воздух-воздух», выпущенными эквадорскими «Миражами», один A-37 был сбит ракетой «Шафрир», выпущенной «Кфиром» (пилот — капитан Маурисио Мата). Второй перуанской A-37B сумел уклониться от ракеты, выпущенной капитаном Вильфридо Мойя, и уйти от преследования благодаря маневрированию на предельно малой высоте. Экипаж сбитого Dragonfly (полковник Илларио Валладарес и майор Грегорио Мендола) катапультировались и были эвакуированы перуанским спасательным вертолётом. Пилоты сбитых Су-22 погибли: майор Кабальеро не успел катапультироваться и погиб вместе с машиной (останки найдены через полгода); майор Мальдонадо спустился в джунгли, но получил серьёзные травмы, от которых скончался через 8 дней (тело нашли только через два дня после смерти). Перуанцы не признают победы эквадорцев, утверждая, что все машины были сбиты зенитным огнём. 10 февраля в Эквадоре официально отмечается как День национальных ВВС.
Бои с активным использованием авиации обеими сторонами продолжались до 17 февраля, когда в присутствии гарантов «протокола Рио» (США, Аргентины, Бразилии и Чили) заместители министров иностранных дел Перу и Эквадора подписали в Бразилии соглашение о перемирии, разъединении сторон и демобилизации. Соглашение создавало в зоне конфликта миротворческие войска — Миссия военных наблюдателей (Military Observer Mission, Ecuador Peru или MOMEP). 21 февраля миротворцы начали прибывать на эквадорские базы, но бои ещё продолжались и весь этот день. 22 февраля стало «чёрной средой» для Эквадора: в первой половине дня перуанские войска предприняли мощную атаку у поста Тивинца, в результате которой погибло 14 эквадорских солдат. Это были наибольшие суточные потери для Эквадора. Последний ответил контратаками, и бои продолжались до вечера. 28 февраля, после дней отдельных столкновений, Эквадор и Перу подписали Декларацию Монтевидео, война была официально завершена. Отдельные инциденты продолжались ещё на протяжении нескольких месяцев.

## Послевоенный период
К началу марта 1995 года миротворцы прибыли в зону конфликта и приступили к контролю за разведением сторон. Согласно договорённостям, эквадорцы начали отводить свои подразделения на базу Коангос, а перуанцы — на PV-1. Оттуда войска выводились по расписанию Миссии военных наблюдателей. Вывод войск был завершён 5 мая 1995 г. 4 августа была установлена демилитаризованная зона. Эквадор и Перу приступили к демаркации границы. Несмотря на окончание войны и присутствие военных наблюдателей, в районе границы ещё долгое время чувствовалась напряженность. Время от времени происходили мелкие инциденты, сопровождавшиеся гибелью военнослужащих. В августе 1998 года они чуть не вылились в новую войну. В Эквадоре война вызвала социальный кризис. Экономике страны был нанесён непоправимый удар. Потребовалось израсходовать $0,5 млрд. Реформы президента Дурана, в основе которых лежали принципы жёсткой экономии, приватизации и увеличения налогов, привели к массовым выступлениям населения, к внутренним политическим волнениям. Индейцы создали Совет коренных народов Эквадора. В Перу внутреннее положение также оставляло желать лучшего.

### Окончательное урегулирование
26 октября 1998 года в Бразилии президент Эквадора Хамиль Мауад и президент Перу Альберто Фухимори подписали Президентский акт, который провозгласил окончательное решение территориальной проблемы. Своими подписями акт также скрепили президенты Бразилии, Аргентины и Чили, а также личный представитель президента США. Это соглашение, фактически, закрепило победу Перу в пограничном конфликте: как и настаивали перуанцы в течение десятилетий, с 1940-х, граница была проведена по хребту Кордильера-дель-Кондор. Эквадор был вынужден отказаться от претензий на восточные склоны хребта и ото всей западной зоны верховий Сенепы. В ответ Перу предоставило в пользование Эквадора без права установления суверенитета 1 км² своей территории в районе ключевой эквадорской базы Тивинца. Окончательная демаркация границы проведена 13 мая 1999 года.